# Italia's Got Talent (quarta edizione)
La quarta edizione del talent show Italia's Got Talent, composta da 9 puntate, è andata in onda dal 12 gennaio al 16 marzo 2013 su Canale 5 con la conduzione di Simone Annicchiarico e Belén Rodríguez. Questa quarta edizione del programma si è confermata leader negli ascolti del sabato sera, con una media di oltre 7 milioni di telespettatori e del 30,42% di share. Il 16 febbraio il programma non è andato in onda, essendo in concomitanza con il Festival di Sanremo 2013. Il 23 e il 30 marzo 2013 è andato in onda Il Viaggio di Italia's Got Talent, dedicato ai momenti più salienti del programma. Questa edizione è stata contraddistinta dalla novità delle esibizioni in esterna (in un set preparato per l'occasione) e dai vari colpi di scena verificatisi nel corso delle puntate (come l'assenza di Belen Rodriguez nell'ottava puntata o le curiosità spiegate sotto).

## Puntate
Nelle prime sei puntate i giudici hanno avuto il compito di scegliere i migliori talenti. Dopo le audizioni, sono stati selezionati 40 partecipanti che sono stati suddivisi in 4 gruppi (di 5 concorrenti ciascuno) nelle due semifinali. Nel corso delle due semifinali, per ogni gruppo, il televoto ha stabilito una classifica di gradimento che ha permesso l'accesso alla finale a soli due concorrenti: il primo classificato e la scelta dei giudici tra il secondo e il terzo classificato.

### Prima Puntata
| Nome Artista                                      | Genere                         |
| Alessandro Barbero                                | BMX Freestyler                 |
| Davide Zongoli                                    | Ballerino e acrobata           |
| School                                            | Gruppo di Ballerini            |
| Favolosa Pepper (nome d'arte di Stefania Mariani) | Illusionista                   |
| Deborah Colangelo                                 | Cantante                       |
| Marcello Giuliano, lo Scostumato                  | Cabarettista                   |
| Cascade Demo Team                                 | Gruppo di Stuntman ballerini   |
| Raffaele Cibelli                                  | Cantante                       |
| Gli elettricisti                                  | Gruppo di Ballerini in costume |
| Leonardo Fiaschi                                  | Imitatore e Cantante           |
| Tamara Tassi                                      | Pole dancer                    |
| Jean Pierre Bianco                                | Artista di Strada              |
| Francesco Landi e Morgan Cocconi                  | Artista di Strada e Manager    |
| Eugenio Scarlato                                  | Rapper per sordi               |
| Alex Botta                                        | Ballerino                      |
| Loira Linda (nome d'arte di Martina Tomasello)    | Ballerina e Dj                 |
| Roberto De Marchi                                 | Pittore comico                 |

### Seconda Puntata
| Nome Artista                            | Genere                                |
| Iris                                    | Giocoliere                            |
| Daniele Doria                           | Atleta Parkour                        |
| Alberto Giorgi & Laura Gemmi            | Illusionisti                          |
| Sergio Pavan                            | Ballerino                             |
| Fratelli Lo Tumolo                      | Cantanti, Cabarettisti e Comici       |
| Daniel Adomako                          | Cantante                              |
| Daniele Contu                           | Ventriloquo                           |
| Andrew Basso                            | Escapologo                            |
| Marco Zerilli                           | Pittore                               |
| Davide Agostini & Mauro Ardenti         | Acrobati                              |
| Bellamorèa                              | Cantanti                              |
| Miwa                                    | Band musicale in costume              |
| Loris & Francesco dal Maistro           | Imitatori di Uccelli                  |
| Daniele & Alessandro Suez               | Ballerini                             |
| Teotronic Robot Band                    | Band Musicale di Robot                |
| Women Black and White                   | Ballerine                             |
| Ritmi Sotterranei                       | Ballerini Hip-Hop                     |
| Gruppo Folkloristico Pavullese          | Ballerini                             |
| Matteo Manzoni                          | Batterista bendato                    |
| Shock (nome d'arte di Thomas Valsecchi) | Rapper                                |
| Next Gogo Boys                          | Spogliarellisti, Ballerini e Acrobati |
| Nicola Vorrelli                         | Cantante in costume                   |
| Andrea Cannizzo                         | Comico                                |

### Terza Puntata
| Nome Artista                                      | Genere                                                 |
| Faces of Disco                                    | Ballerini                                              |
| Nino Bonelli & Ciquito                            | Mago e Pappagallo                                      |
| Eventi Verticali                                  | Acrobati                                               |
| Stefano Giomi                                     | Artista di Strada                                      |
| Retroscena                                        | Giochi con le scenografie                              |
| Matteo Schiavone                                  | Cantante Lirico                                        |
| Magic Voice (nome d'arte di Francesco Giancaspro) | Cantante                                               |
| Elvis Martini                                     | Illusionista                                           |
| Rose Aste                                         | Orecchio Assoluto ed esperta sulle canzoni dei Beatles |
| Mattia Russo                                      | Cantante e Musicista                                   |
| Dorian Couto                                      | Ballerino                                              |
| Maria Fedele e il Piccolo coro piccolo            | Cantanti demenziali                                    |
| Stefano Orselli                                   | Mimo sordomuto                                         |
| Roberto Carlisi                                   | Ballerino                                              |
| Beppe Brodino e Madame Zolà                       | Mentalisti                                             |
| Vasco Maria Vagnoli                               | Musicista e Cantante                                   |
| S.Sanna, S.Casula & V. Mariani                    | Rappresentatori di quadri                              |
| Tania & Graziano Tavoni                           | Cantante e Musicista                                   |
| Fabio Damiani & Manuel                            | Spogliarellisti e Acrobati                             |
| Valentina Petrillo                                | Danzatrice del ventre                                  |
| Roberto di Pasquale                               | Cantante                                               |
| Gruppo di Flamenco Caracoles                      | Ballerini                                              |

### Quarta Puntata
| Nome Artista                       | Genere                                          |
| Gli Sturdust                       | Acrobati                                        |
| Sara Venerucci e Danilo Decembrini | Pattinatori                                     |
| Nick Casciaro                      | Cantante e pianista                             |
| New Wrestling Evolution            | Lottatori di Wrestling                          |
| Gli Sconcertati                    | Cantanti (Tenori e soprani)                     |
| Marco Zoppi                        | Illusionista con le bolle                       |
| Francesca Rossi                    | Cantante                                        |
| I Tackipirinas                     | Gruppo musicale comico                          |
| Duo Aves                           | Acrobate                                        |
| Drum Theatre                       | Percussionisti disabili                         |
| Hair Long                          | Musicisti Rock                                  |
| Valanga Family                     | Acrobati                                        |
| Rossella Regina                    | Cantante                                        |
| Pietro Comini                      | Ballerino di break dance                        |
| Lucia e Marco Santini              | Musicisti                                       |
| Davide Nicolosi                    | Mago, Illusionista & Mangiafuoco                |
| I Beethoven                        | Ballerini di Hip hop con la musica di Beethoven |

### Quinta Puntata
| Nome Artista                                             | Genere                                                   |
| I Full Jumpers                                           | Spogliarellisti Acrobati                                 |
| Walter Orfei Nones Malachikhine                          | Equilibrista                                             |
| Raffaele Comoli & Vincenzo                               | Illusionisti                                             |
| Vittorio Marino                                          | Mago, mimo, clown                                        |
| Contratto a progetto                                     | Mimi al buio                                             |
| Simone Vanni e Tony Coviello                             | Motociclisti acrobati                                    |
| I Gemelli Siamesi                                        | Cabarettisti                                             |
| Los hermanos Macanà                                      | Ballerini di Tango                                       |
| Quinto e Martina Italiano                                | Ginnasti                                                 |
| Alessandro D'Orazio                                      | Bambino di 4 anni che riesce a leggere i libri a memoria |
| Ala Berht                                                | Cantante                                                 |
| Peter California (nome d'arte di Pier Vincenzo Angelini) | Cantante e imitatore di Elvis Presley                    |
| Corrado Sellitti                                         | Polistrumentista                                         |
| Petit pas                                                | Ballerine con le mani                                    |
| Soundrise                                                | Coro                                                     |
| Il Re dei Gemelli                                        | Poeta                                                    |
| Matteo Castellani                                        | Stripper con sorpresa disegnata sulla pancia             |
| Team volteggio Italia                                    | Acrobati a cavallo                                       |

### Sesta Puntata
| Nome Artista                            | Genere                 |
| Marco Giorgio                           | Ciclista acrobata      |
| Francesco De Chiara                     | Comico                 |
| Folco Team                              | Stuntman Darex         |
| Ripalta Bufo                            | Cantante soprano       |
| Jellicle Tap                            | Ballerini di tip tap   |
| Diego Losada e Esteban Durand           | Cantanti chitarristi   |
| Davide Marrone e Riccardo Delle Monache | Atleti di parkour      |
| Santo Giuseppe Famà                     | Disegnatore            |
| K Tau                                   | Ballerini              |
| Lumen Invoco                            | Danzatrici col fuoco   |
| Emanuele Giglio                         | Teatrante              |
| Michele Felizzi e Ilaria Pancetti       | Ballerini di Indie Hop |
| Zamaga Eleina D                         | Acrobati               |
| Paolo Arcuri                            | Cantante comico        |
| Pulse of Images                         | Gruppo di videomapping |
| Angelica Nioi                           | Cantante               |
| Antonio e Marco Branca                  | Ballerini di Hip Hop   |

## Concorrenti Semifinalisti
Alla fine della sesta puntata i giudici hanno scelto i semifinalisti, elencati nella seguente tabella:
| Nome Artista                       | Genere                    |
| Faces of Disco                     | Ballerini comici          |
| Alessandro Barbero                 | BMX Freestyler            |
| Davide Zongoli                     | Ballerino e ginnasta      |
| Cascade Demo Team                  | Stuntman e ballerini      |
| Leonardo Fiaschi                   | Imitatore                 |
| Fratelli Lo Tumolo                 | Comici                    |
| Tamara Tassi                       | Pole dancer               |
| Jean Pierre Bianco                 | Artista di strada         |
| Eugenio Scarlato                   | Rapper per sordi          |
| Nicola Vorelli                     | Cantante in costume       |
| Andrew Basso                       | Escapologo                |
| Daniele Doria                      | Atleta di parkour         |
| Drum Theatre                       | Percussionisti disabili   |
| Daniele ed Alessandro Suez         | Ballerini                 |
| Bella Morea                        | Gruppo musicale           |
| Daniel Adomako                     | Cantante                  |
| Ala Berht                          | Cantante                  |
| Beppe Brondino e Madame Zorà       | Mentalisti                |
| Roberto Carlisi                    | Ballerino                 |
| I Retroscena                       | Mimi                      |
| Nick Casciaro                      | Cantante e pianista       |
| Davide Nicolosi                    | Illusionista comico       |
| Gli Sconcertati                    | Cantanti lirici e comici  |
| New Wrestling Evolution            | Lottatori di Wrestling    |
| I Tackipirinas                     | Cantanti comici           |
| Marco Zoppi                        | Illusionista con le bolle |
| Hair Long                          | Band                      |
| Raffaele Comoli e Vincenzo Veneri  | Illusionisti comici       |
| Rossella Regina                    | Cantante                  |
| Sara Venerucci e Danilo Decembrini | Pattinatori               |
| I Full Jumpers                     | Spogliarellisti acrobati  |
| I Gemelli Siamesi                  | Comici                    |
| Stefano Orselli                    | Mimo sordomuto            |
| Ripalta Bufo                       | Cantante lirica           |
| Los Hermanos Macanà                | Ballerini di Tango        |
| Walter Orfei Nones Malachikhine    | Equilibrista e ginnasta   |
| K Tau                              | Ballerini                 |
| Marco Giorgio                      | Ciclista acrobata         |
| Michele Felizzi ed Ilaria Pancetti | Ballerini di Indie Hop    |
| Folco Team                         | Stuntman Darex            |

## Prima Semifinale - 2 marzo
Gruppo 1
| Posizione | Nome artista                      | Tipologia                 | Voti ricevuti                 |
| --------- | --------------------------------- | ------------------------- | ----------------------------- |
| 1°        | Daniel Adomako                    | Cantante                  | 62%                           |
| 2°        | Marco Zoppi                       | Illusionista con le bolle | 16% (Perde il ballottaggio)   |
| 3°        | Daniele e Alessandro Suez         | Ballerini                 | 12% (Vincono il ballottaggio) |
| 4°        | Cascade Demo Team                 | Stuntman e ballerini      | 6%                            |
| 5°        | Raffaele Comoli e Vincenzo Veneri | Illusionisti comici       | 4%                            |

Gruppo 2
| Posizione | Nome artista     | Tipologia               | Voti ricevuti                 |
| --------- | ---------------- | ----------------------- | ----------------------------- |
| 1°        | Leonardo Fiaschi | Imitatore               | 47%                           |
| 2°        | Drum Theatre     | Percussionisti disabili | 30% (Vincono il ballottaggio) |
| 3°        | Folco Team       | Stuntman Darex          | 12% (Perdono il ballottaggio) |
| 4°        | I Retroscena     | Mimi                    | 7%                            |
| 5°        | Nicola Vorelli   | Cantante in costume     | 4%                            |

Gruppo 3
| Posizione | Nome artista                 | Tipologia        | Voti ricevuti                 |
| --------- | ---------------------------- | ---------------- | ----------------------------- |
| 1°        | Faces of Disco               | Ballerini comici | 31%                           |
| 2°        | Ripalta Bufo                 | Cantante lirica  | 27% (Vince il ballottaggio)   |
| 3°        | Hair Long                    | Band             | 19% (Perdono il ballottaggio) |
| 4°        | Stefano Orselli              | Mimo sordomuto   | 12%                           |
| 5°        | Beppe Brondino e Madame Zorà | Mentalisti       | 11%                           |

Gruppo 4
| Posizione | Nome artista         | Tipologia           | Voti ricevuti                 |
| --------- | -------------------- | ------------------- | ----------------------------- |
| 1°        | I Fratelli Lo Tumolo | Comici              | 40%                           |
| 2°        | Los Hermanos Macanà  | Ballerini di tango  | 22% (Vincono il ballottaggio) |
| 3°        | Bella Morea          | Gruppo musicale     | 19% (Perdono il ballottaggio) |
| 4°        | Davide Nicolosi      | Illusionista comico | 11%                           |
| 5°        | Marco Giorgio        | Ciclista acrobata   | 8%                            |

## Seconda Semifinale - 9 marzo
Gruppo 1
| Posizione | Nome artista                    | Tipologia               | Voti ricevuti               |
| --------- | ------------------------------- | ----------------------- | --------------------------- |
| 1°        | Alessandro Barbero              | BMX Freestyler          | 34%                         |
| 2°        | Walter Orfei Nones Malachikhine | Equilibrista e ginnasta | 24% (Vince il ballottaggio) |
| 3°        | Nick Casciaro                   | Cantante e pianista     | 22% (Perde il ballottaggio) |
| 4°        | K Tau                           | Ballerini               | 14%                         |
| 5°        | I Tackipirinas                  | Cantanti comici         | 6%                          |

Gruppo 2
| Posizione | Nome artista      | Tipologia                | Voti ricevuti                 |
| --------- | ----------------- | ------------------------ | ----------------------------- |
| 1°        | Daniele Doria     | Atleta di parkour        | 43%                           |
| 2°        | I Gemelli Siamesi | Comici                   | 22% (Vincono il ballottaggio) |
| 3°        | Ala Berth         | Cantante                 | 21% (Perde il ballottaggio)   |
| 4°        | Davide Zongoli    | Ballerino e ginnasta     | 7%                            |
| 5°        | I Full Jumpers    | Spogliarellisti acrobati | 7%                            |

Gruppo 3
- Gli Eventi Verticali hanno sostituito l'escapologo Andrew Basso, che non ha potuto presentarsi.

| Posizione | Nome artista                       | Tipologia              | Voti ricevuti                 |
| --------- | ---------------------------------- | ---------------------- | ----------------------------- |
| 1°        | Roberto Carlisi                    | Ballerino              | 36%                           |
| 2°        | Sara Venerucci e Danilo Decembrini | Pattinatori            | 24% (Vincono il ballottaggio) |
| 3°        | Gli Sconcertati                    | Cantanti lirici comici | 18% (Perdono il ballottaggio) |
| 4°        | Eugenio Scarlato                   | Rapper per sordi       | 14%                           |
| 5°        | Eventi Verticali                   | Acrobati               | 8%                            |

Gruppo 4
| Posizione | Nome artista                      | Tipologia              | Voti ricevuti                    |
| --------- | --------------------------------- | ---------------------- | -------------------------------- |
| 1°        | Jean Pierre Bianco                | Artista di strada      | 42,23%                           |
| 2°        | Rossella Regina                   | Cantante               | 24,66% (Vince il ballottaggio)   |
| 3°        | New Wrestling Evolution           | Lottatori di Wrestling | 12,03% (Perdono il ballottaggio) |
| 4°        | Michele Felizzi e Ilaria Pancetti | Ballerini di Indie Hop | 12,00%                           |
| 5°        | Tamara Tassi                      | Pole dancer            | 9,07%                            |

## Concorrenti che hanno superato le semifinali
| Nome artista                       | Tipologia               | Scelto da...       |
| Daniel Adomako                     | Cantante                | Primo al televoto  |
| Daniele ed Alessandro Suez         | Ballerini               | Scelti dai giudici |
| Leonardo Fiaschi                   | Imitatore               | Primo al televoto  |
| Drum Theatre                       | Percussionisti disabili | Scelti dai giudici |
| Faces of Disco                     | Ballerini comici        | Primi al televoto  |
| Ripalta Bufo                       | Cantante lirica         | Scelta dai giudici |
| Fratelli Lo Tumolo                 | Comici                  | Primi al televoto  |
| Los Hermanos Macanà                | Ballerini di Tango      | Scelti dai giudici |
| Alessandro Barbero                 | BMX Freestyler          | Primo al televoto  |
| Walter Orfei Malachikhine          | Equilibrista e ginnasta | Scelto dai giudici |
| Daniele Doria                      | Atleta di parkour       | Primo al televoto  |
| I Gemelli Siamesi                  | Comici                  | Scelti dai giudici |
| Roberto Carlisi                    | Ballerino               | Primo al televoto  |
| Sara Venerucci e Danilo Decembrini | Pattinatori             | Scelti dai giudici |
| Jean-Pierre Bianco                 | Artista di strada       | Primo al televoto  |
| Rossella Regina                    | Cantante                | Scelta dai giudici |

## Finale - 16 marzo
Classifica Finale
| Posizione | Nome artista                       | Tipologia               | Voti ricevuti |
| 1°        | Daniel Adomako                     | Cantante                | 23,06%        |
| 2°        | Fratelli Lo Tumolo                 | Comici                  | 8,76%         |
| 3°        | Roberto Carlisi                    | Ballerino               | 8,33%         |
| 4°        | Ripalta Bufo                       | Cantante lirica         | 6,68%         |
| 5°        | Alessandro Barbero                 | BMX Freestyler          | 6,20%         |
| 6°        | Drum Theatre                       | Percussionisti disabili | 6,18%         |
| 7°        | Los hermanos Macanà                | Ballerini di Tango      | 6,00%         |
| 8°        | Sara Venerucci e Danilo Decembrini | Pattinatori             | 5,32%         |
| 9°        | Leonardo Fiaschi                   | Imitatore               | 4,56%         |
| 10°       | Daniele Doria                      | Atleta di parkour       | 4,42%         |
| 11°       | Rossella Regina                    | Cantante                | 4,34%         |
| 12°       | I Gemelli Siamesi                  | Comici                  | 4,04%         |
| 13°       | Walter Orfei Nones Malachikhine    | Equilibrista e ginnasta | 3,74%         |
| 14°       | Jean-Pierre Bianco                 | Artista di strada       | 3,70%         |
| 15°       | Faces of Disco                     | Ballerini comici        | 2,79%         |
| 16°       | Daniele ed Alessandro Suez         | Ballerini               | 1,86%         |

## Ascolti TV
| Puntata | Tipo                           | Data             | Telespettatori | Share  |
| 1       | Audizioni                      | 12 gennaio 2013  | 7 253 000      | 30,93% |
| 2       | Audizioni                      | 19 gennaio 2013  | 6 476 000      | 28,01% |
| 3       | Audizioni                      | 26 gennaio 2013  | 6 995 000      | 30,02% |
| 4       | Audizioni                      | 2 febbraio 2013  | 8 044 000      | 32,34% |
| 5       | Audizioni                      | 9 febbraio 2013  | 7 634 000      | 30,81% |
| 6       | Audizioni+Scelta Semifinalisti | 23 febbraio 2013 | 8 096 000      | 32,19% |
| 7       | 1ª Semifinale                  | 2 marzo 2013     | 6 621 000      | 29,19% |
| 8       | 2ª Semifinale                  | 9 marzo 2013     | 6 725 000      | 30,33% |
| 9       | Finale                         | 16 marzo 2013    | 6 926 000      | 30%    |
| MEDIA   | MEDIA                          | MEDIA            | 7 196 000      | 30,42% |